# Popovci (Aleksandrovac)
Pour les articles homonymes, voir Popovci.
Popovci (en serbe cyrillique : Поповци) est un village de Serbie situé dans la municipalité d'Aleksandrovac, district de Rasina. Au recensement de 2011, il comptait 108 habitants.

## Démographie
| 1948 | 1953 | 1961 | 1971 | 1981 | 1991 | 2002 | 2011 |
| ---- | ---- | ---- | ---- | ---- | ---- | ---- | ---- |
| 64   | 73   | 77   | 61   | 73   | 77   | 92   | 108  |

|  |